# 獨領風潮
《獨領風潮》是一部美國電影，該片於2006年4月7日在主流電影院首映發表，以真人皮耶·杜蘭（Pierre Dulaine）的真實經歷改編而成。
劇中主要演員包括：安东尼奥·班德拉斯、勞勃·布朗（Rob Brown）、艾菲·伍達德（Alfre Woodard）、丹特·巴斯科（Dante Basco）、馬可仕·波克（Marcus T. Paulk）、吉娜·迪娃（Jenna Dewan）、以及羅侖·柯林斯（Lauren Collins）。
值得一提的是，片中的女演員雅雅·達克斯塔是來自美國真人秀電視節目《超級名模生死鬥》第三季競賽中的亞軍。

## 劇情概要
故事發生在紐約，皮耶 · 杜蘭（Pierre Dulaine）（安東尼奧·班德拉斯（Antonio Banderas飾）是一名國際標準舞的專業舞者，他在某日的夜晚偶見一名高中生正在破壞街上的私人轎車，此事使他興起了用自身專長來矯正高中生偏差行為的想法，為了實現此一想法，他說服了高中校長（艾菲 · 伍達德（Alfre Woodard）飾），讓他能向一群留校察看的問題學生教授國際標準舞，同時期望他們能從舞蹈中學習到相互尊重、獲得成就與重拾自信。
不過，學生們只對嘻哈音樂、街舞有感受，對國標舞的曲風、舞步興趣缺缺，加上師生間多年來所處環境背景的差異，使這段教學充滿了抗拒與衝突，然而最終兩方不僅能相互認同，並且還激盪、融合出更多的新創舞風。

## 演員
| 角色                                          | 演員                                    | 備註                                     |
| --------------------------------------------- | --------------------------------------- | ---------------------------------------- |
| 皮耶 · 杜蘭（Pierre Dulaine）                 | 安東尼奧 · 班德拉斯（Antonio Banderas） |                                          |
| 傑森 "洛克" 洛克威爾（Jason "Rock" Rockwell） | 勞勃 · 布朗（Rob Brown）                |                                          |
| 菈瑞特 · 達德利（LaRhette Dudley）            | 雅雅 · 達克斯塔（Yaya DaCosta）         | 《全美超級模特兒新秀大賽》第三季的亞軍。 |
| 奥古斯汀娜 · 詹姆斯（Augustine James）        | 艾菲 · 伍達德（Alfre Woodard）          | 校長（Principal）                        |
| 約翰 · 歐提茲（John Ortiz）                   | 約瑟夫 · 坦普爾（（Mr. Joseph Temple）  |                                          |
| 蒂娜（Tina）                                  | 蘿拉 · 班南蒂（Laura Benanti）          |                                          |
| 艾姬（Egypt）                                 | 潔西卡 · 妮可（Jasika Nicole）          | 之後參與演出迷離檔案（Fringe）           |
| 拉莫斯（Ramos）                               | 丹特 · 巴斯科（Dante Basco）            |                                          |
| 丹祖（Danjou）                                | 伊利亞 · 凱利（Elijah Kelley）          |                                          |
| 莎夏（Sasha）                                 | 吉娜 · 迪娃（Jenna Dewan）              |                                          |
| 凱特琳（Caitlin）                             | 蘿倫 · 柯琳斯（Lauren Collins）         |                                          |
| 艾迪（Eddie）                                 | 馬可仕 · 波克（Marcus T. Paulk）        |                                          |
| 摩根（Morgan）                                | 卡蒂亞 · 華素拉斯（Katya Virshilas）    |                                          |
| 庫爾德（Kurd）                                | 喬納森 · 馬倫（Jonathan Malen）         |                                          |
| Big Girl                                      | 蕭 · 麥肯錫（Shawand McKenzie）         |                                          |
| 特里（Trey）                                  | 約瑟夫 · 皮耶                           |                                          |
| Easy                                          | 賴瑞 · 班特（Lyriq Bent）               |                                          |
| 怪獸（Monster）                               | 布蘭登 · 安德魯（Brandon Andrews）      |                                          |
| 斯米迪（Smitty）                              | 阿爾頓 · 貝斯（Ardon Bess）             |                                          |
| 葛雷琴（Gretchen）                            | Jo Chim                                 |                                          |
| 保全（Security Guard）                        | Tony Craig                              | 學校警衛                                 |

## 評價
票房方面上映的首週票房達1,280萬美元，強勁爬升到北美票房的第三名，在美國市場的整體票房收入達3,000萬美元。評價方面，許多評論家給予此片不佳的評價，包括差勁的演技、老套且公式化的劇情，例如洛杉磯時報的李維斯·席格（Lewis Segal）就嚴貶此片為：「老調、無靈感性的好萊塢草率之作」。同樣的，《娱乐周刊》的歐文·格萊伯曼也給此片「D+」的評分，且劇中的學生表現得猶如「固定個性的卡通（虛構）人物」，此外劇中所要表現的「舞蹈風格融合」部分也過於「直拼簡湊」。

## 電影原聲帶、電影配樂
- 商標：共和錄音（英语：Republic Records）/环球唱片）
- 原初發行日期：2004年4月4日（美國）
- 曲目：

| 歌 曲                                                                           | 唱 奏                                              |
| ------------------------------------------------------------------------------- | -------------------------------------------------- |
| "I Got Rhythm"(Take the Lead Remix) 我掌握節拍了（《獨領風潮》的再混音版）      | Lena Horne                                         |
| "Take the Lead (Wanna Ride)" 獨領風潮（期望擺脫）                               | Bone Thugs-N-Harmony與Wisin & Yandel               |
| "Feel It" 感受                                                                  | Black Eyed Peas                                    |
| "I Like That (Stop)" 我喜歡這樣（停止）                                         | Jae Millz                                          |
| "These Days" 這些日子                                                           | Rhymefest                                          |
| "Here We Go" 我們出發！                                                         | Dirtbag                                            |
| "Whuteva" 輕鬆擊敗                                                              | Remy Ma                                            |
| "Ya Ya" (Al Stone Mix) 呀呀（鋁石混音）                                         | The Empty Heads                                    |
| "Never Gonna Get It" 絕不如此                                                   | Sean Biggs                                         |
| "I Like That You Can't Take That Away From Me" 我喜歡如此，你無法從我這帶走什麼 | Jae Millz、June Christy、Eric B. & Rakim、Mashonda |
| "Fascination" 魅力陶醉                                                          | Nat King Cole (Fascination 1957)                   |
| 附加： "Que Sera, Sera (Whatever Will Be, Will Be)" 世事不可强求                | Sly & The Family Stone                             |

1. ^  - 原初的聲唱者是Q-Tip。
2. ^  - 特效部分由Fatman Scoop及Melissa Jiménez二人所負責。
3. ^  - 特效部分由Topic及Akon二人所負責。

## 零星關連

《獨領風潮》劇照

- 劇中的多數外景皆在加拿大安大略省的多倫多市拍攝，此外所有的高中校園場景皆是在多倫多大學拍攝。
- 劇中多數的聲樂、配樂都由騙子·貝茨（Swizz Beatz）所製作。
- 該片在菲律賓上映時，丹特·巴斯科（Dante Basco）成為電影海報上的領銜主演者，與安東尼奧·班德拉斯（Antonio Banderas）的名銜並排放置。[8][9]。

## 外部連結
- （英文）Gamer Mania 2的影評：《獨領風潮》 （页面存档备份，存于）
- 互联网电影数据库（IMDb）上《獨領風潮》的资料（英文）
- 爛番茄上《獨領風潮》的資料（英文）
- Box Office Mojo上《獨領風潮》的資料（英文）
- AllMovie上《獨領風潮》的资料（英文）
- Metacritic上《獨領風潮》的資料（英文）